# Даргелін
Даргелін (нім. Dargelin) — громада в Німеччині, розташована в землі Мекленбург-Передня Померанія. Входить до складу району Передня Померанія-Грайфсвальд. Складова частина об'єднання громад Ландгаген.
Площа — 15,72 км2. Населення становить 362 ос. (станом на 31 грудня 2020).